# Svazek obcí SMRK
Svazek obcí SMRK je sdružení obcí ve Frýdlantském výběžku za účelem všestranného rozvoje cestovního ruchu v regionu. Založen byl 9. března 2006 pod IČ 75073943.
Hlavním konkrétním předmětem činnosti jsou práce spojené s prosazením a následnou realizací výstavby Sportovního areálu Smrk na severozápadních svazích hory Smrk, kde se plánuje výstavba zařízení podporujících zimní i letní sportovně rekreační turistiku.

## Členské obce
Členy spolku jsou:
- Frýdlant
- Lázně Libverda
- Nové Město pod Smrkem

Sídlo svazku je v Novém Městě pod Smrkem.

## Činnost svazku
Spolek buduje síť singltrekových stezek v délce 40 km v okolí Nového Města pod Smrkem a Lázní Libverdy s výhledem na jejich připojení na podobné stezky v sousedním Polsku. První část těchto stezek byla v roce 2010 slavnostně otevřena.
Výhledově jsou připravovány podmínky pro výstavbu lanovek na Smrk, a to z Nového Města pod Smrkem a z Lázní Libverdy. Spolu s nimi se plánuje i trasování sjezdovek. Výstavbu sjezdovek podpořil na setkání se zdejšími starosty i prezident České republiky Václav Klaus.